# بغ نسک
بَغ نَسک نسکِ (جلدِ) سوم از اوستای ساسانی بوده است. از ۲۲ فَرگَردِ (فصلِ) بغ نسک تنها ۳ فرگرد نخست به دست ما رسیده است که در بخشِ یسنای اوستای کنونی، هات‌های (فصل‌های) ۱۹، ۲۰ و ۲۱ جای دارد و «بغان یشت» نامیده می‌شود.